# Kvadrattriangulärt tal
Kvadrattriangulärt tal (eller triangulärt kvadrattal) är ett tal som både är triangeltal och kvadrattal. Det finns oändligt många kvadrattriangulära tal.
De första kvadrattriangulära talen är:
0, 1, 36, 1225, 41616, 1413721, 48024900, 1631432881, 55420693056, 1882672131025, 63955431761796, 2172602007770041, 73804512832419600, 2507180834294496361, 85170343853180456676, 2893284510173841030625 … (talföljd A001110 i OEIS)

## Explicita formler
Skriv Nk för det k:te kvadrattriangulära talet, och skriv sk och tk för sidorna av motsvarande kvadrat och triangel, så att
{\displaystyle N_{k}=s_{k}^{2}={\frac {t_{k}(t_{k}+1)}{2}}.}
Serierna Nk, sk och tk är OEIS-talföljderna A001110, A001109, och A001108.
År 1778 fastställde Leonhard Euler den explicita formeln:12–13
{\displaystyle N_{k}=\left({\frac {(3+2{\sqrt {2}})^{k}-(3-2{\sqrt {2}})^{k}}{4{\sqrt {2}}}}\right)^{2}.}
Andra explicita formler (som ges genom att utöka denna formel) som kan vara praktiska är
{\displaystyle {\begin{aligned}N_{k}&={1 \over 32}\left((1+{\sqrt {2}})^{2k}-(1-{\sqrt {2}})^{2k}\right)^{2}={1 \over 32}\left((1+{\sqrt {2}})^{4k}-2+(1-{\sqrt {2}})^{4k}\right)\\&={1 \over 32}\left((17+12{\sqrt {2}})^{k}-2+(17-12{\sqrt {2}})^{k}\right).\end{aligned}}}
Motsvarande explicita formler för sk och tk är :13
{\displaystyle s_{k}={\frac {(3+2{\sqrt {2}})^{k}-(3-2{\sqrt {2}})^{k}}{4{\sqrt {2}}}}}
och
{\displaystyle t_{k}={\frac {(3+2{\sqrt {2}})^{k}+(3-2{\sqrt {2}})^{k}-2}{4}}.}

## Pells ekvation
Problemet med att hitta kvadrattriangulära tal reducerar till Pells ekvation på följande sätt: Varje triangeltal är av formen t(t + 1)/2. Därför söker vi heltal t, s, så att
{\displaystyle {\frac {t(t+1)}{2}}=s^{2}.}
Med lite algebra blir det
{\displaystyle (2t+1)^{2}=8s^{2}+1,}
genom att x = 2t + 1 och y = 2s, får vi den Diofantiska ekvationen
{\displaystyle x^{2}-2y^{2}=1}
vilket är en förekomst av Pells ekvation. Denna speciella ekvation löses genom Pelltalen Pk som
{\displaystyle x=P_{2k}+P_{2k-1},\quad y=P_{2k};}
och därav ges alla lösningar av
{\displaystyle s_{k}={\frac {P_{2k}}{2}},\quad t_{k}={\frac {P_{2k}+P_{2k-1}-1}{2}},\quad N_{k}=\left({\frac {P_{2k}}{2}}\right)^{2}.}
Det finns många identiteter av Pelltal, och dessa omvandlas till identiteter av de kvadrattriangulära talen.

## Differensekvationer
Det finns differensekvationer för kvadrattriangulära tal, liksom för sidorna i kvadraten och triangeln. Vi har:(12)
{\displaystyle N_{k}=34N_{k-1}-N_{k-2}+2,{\text{ med }}N_{0}=0{\text{ och }}N_{1}=1.}
{\displaystyle N_{k}=\left(6{\sqrt {N_{k-1}}}-{\sqrt {N_{k-2}}}\right)^{2},{\text{ med }}N_{0}=1{\text{ och }}N_{1}=36.}
Vi har:13
{\displaystyle s_{k}=6s_{k-1}-s_{k-2},{\text{ med }}s_{0}=0{\text{ och }}s_{1}=1;}
{\displaystyle t_{k}=6t_{k-1}-t_{k-2}+2,{\text{ med }}t_{0}=0{\text{ och }}t_{1}=1.}

## Andra karakteriseringar
Alla kvadrattriangulära tal har formen b2c2, där b / c är en konvergent till kedjebråket för kvadratroten ur 2.
A. V. Sylwester gav ett kort bevis på att det finns oändligt många kvadrattriangulära tal, nämligen:
Om triangeltalet n(n+1)/2 är kvadratiskt, då är det nästa större triangeltalet
{\displaystyle {\frac {{\bigl (}4n(n+1){\bigr )}{\bigl (}4n(n+1)+1{\bigr )}}{2}}=2^{2}\,{\frac {n(n+1)}{2}}\,(2n+1)^{2}.}
Vi vet att denna lösning måste vara en kvadrat, eftersom det är en produkt av tre kvadrater: 2^2 (av exponenten), (n(n+1))/2 (det n:te triangeltalet, av bevis förutsättande) och (2n+1)^2 (av exponenten). Produkten av alla tal som är kvadrater kommer att leda till en annan kvadrat, vilket bäst kan bevisas genom att geometriskt visualisera multiplikation av en NxN-låda med en MxM-låda, vilket görs genom att placera en MxM-låda inuti varje cell av NxN-lådan, som ger en annan kvadratisk lösning.
Den genererande funktionen för de kvadrattriangulära talen är:
{\displaystyle {\frac {1+z}{(1-z)(z^{2}-34z+1)}}=1+36z+1225z^{2}+\cdots .}

## Numeriska data
Eftersom k blir större så är förhållandet tk / sk {\displaystyle {\sqrt {2}}\approx 1.41421} och förhållandet mellan successiva kvadrattriangulära tal
{\displaystyle {\begin{array}{rrrrll}k&N_{k}&s_{k}&t_{k}&t_{k}/s_{k}&N_{k}/N_{k-1}\\0&0&0&0&&\\1&1&1&1&1&\\2&36&6&8&1.33333&36\\3&1\,225&35&49&1.4&34.02778\\4&41\,616&204&288&1.41176&33.97224\\5&1\,413\,721&1\,189&1\,681&1.41379&33.97061\\6&48\,024\,900&6\,930&9\,800&1.41414&33.97056\\7&1\,631\,432\,881&40\,391&57\,121&1.41420&33.97056\\\end{array}}}